# أوياما
أوياما هي بلدية في اليابان، وبلدة في اليابان، تقع في مقاطعة سانتو، بلغ عدد سكانها 18,941 نسمة وذلك حسب إحصائيات سنة 2018، تبلغ مساحتها 135.74 كيلومتر مربع.